# بئر ابن حصاني
بئر ابن حصاني آبار ماء تاريخية، تقع بجوار غَيْقَة محطة القوافل القديمة على الطريق السلطاني بين مكة المكرمة والمدينة المنورة.